# Laureano Labarta Ubieto
Laureano Labarta Ubieto (nacido el 4 de julio de 1888 en Yebra de Basa, Huesca, 16 de mayo de 1946) fue un empresario y político español.

## Reseña biográfica
Fue un hombre que se hizo a sí mismo dedicándose profesionalmente al mundo de la empresa. Durante los años veinte fue director-gerente de la Harinera Carmen de Tardienta, actual HARITASA. A partir de 1936 pasó a dirigir Harinas Solans en Zaragoza donde ejerció la actividad profesional hasta su fallecimiento.
Fue procurador en Cortes.
Diputado provincial de Zaragoza en representación del distrito Ejea-Sos.
Eduardo Baeza Alegría, gobernador de la provincia de Zaragoza, le nombró Presidente de la Comisión Gestora de la Diputación Provincial de Zaragoza en sesión de 16 de marzo de 1944. Durante su presidencia en la Diputación Provincial de Zaragoza dio un sentido empresarial a la Institución iniciando proyectos de gran interés provincial entre las que cabe destacar el Consorcio para la Repoblación Forestal del a Provincia y el Consorcio de Aguas.
Del 16 de marzo de 1944 al 06 de mayo de 1946 fue Presidente de la Diputación Provincial de Zaragoza.
Falleció el 16 de mayo de 1946 tras una breve enfermedad siendo Presidente de la Diputación Provincial de Zaragoza.

## Reconocimientos
Medalla de Oro de la Provincia de Zaragoza.
| Predecesor: José María Monterde Pérez | Presidente de la Diputación Provincial de Zaragoza 16 de marzo de 1944 - 06 de mayo de 1946 | Sucesor: Fernando Solano Costa |